# Gedangrowo
Gedangrowo is een bestuurslaag in het regentschap Sidoarjo van de provincie Oost-Java, Indonesië. Gedangrowo telt 3037 inwoners (volkstelling 2010).